# Баригацо (Модена)
Баригацо је насеље у Италији у округу Модена, региону Емилија-Ромања.
Према процени из 2011. у насељу је живело 97 становника. Насеље се налази на надморској висини од 1196 м.